# Ectropa
Ectropa är ett släkte av fjärilar. Ectropa ingår i familjen Chrysopolomidae.
Kladogram enligt Catalogue of Life:
| Ectropa | \| \| Ectropa alberici \| \| \| \| \| \| Ectropa ancilis \| \| \| \| |
|         | \| \| Ectropa alberici \| \| \| \| \| \| Ectropa ancilis \| \| \| \| |
|         | Chrysopoloma                                                         |
|         |                                                                      |
|         | Ectropa alberici                                                     |
|         |                                                                      |
|         | Ectropa ancilis                                                      |
|         |                                                                      |

|  | Ectropa alberici |
|  |                  |
|  | Ectropa ancilis  |
|  |                  |